# Agios Ilias (Pineia)
Agios Ilias (greacă Άγιος Ηλίας) este un oraș în Grecia în prefectura Elida.